# Špela Šipek
Špela Šipek, slovenska novinarka, urednica in predavateljica * 6. junij 1972, † 26. marec 2015
Svojo kariero je začela na TV Slovenija v oddaji Studio City, od samega začetka in nato nadaljnjih 18 let je delovala kot novinarka osrednje informativne oddaje POP TV 24UR, katero je kasneje tudi urejala. Septembra 2013 je zapustila POP TV in prestopila nazaj na TV Slovenija, kjer je bila od februarja 2014 urednica oddaje Tarča.
V mandatu od 2007 do 2011 je bila tudi članica novinarskega razsodišča Društva novinarjev Slovenije.

### Poučevanje
Sedem let je bila asistentka, nato pa dve leti nosilka predmeta na področju televizijskega novinarstva na Fakulteti za družbene vede.

## Nagrade
Društvo novinarjev Slovenije
- 2001 priznanje Consortium veritatis (Bratstvo resnice) za izstopajoče novinarske dosežke.[1]
- 2015 posthumna nagrada čuvaj/watchdog za življenjski prispevek k razvoju slovenskega novinarstva.[2]

## Zasebno
Njen oče je bil zborovodja, igralec, režiser, pesnik, prozaist, pisec dramskih tekstov in narečnih popevkarskih besedil Mitja Šipek. Bila je mati Zali. Umrla je zaradi srčne kapi.